# Ruth Prawer Jhabvala
Pour les articles homonymes, voir Prawer.
Ruth Prawer Jhabvala, née le 7 mai 1927 à Cologne et morte le 3 avril 2013 à New York, est une lauréate du Prix Booker (Man Booker Prize), romancière, nouvelliste, et scénariste britannique deux fois distinguée par un Oscar du cinéma. Mais elle est surtout connue pour sa longue collaboration avec la société de production Merchant Ivory, fondée par le réalisateur James Ivory et le producteur Ismail Merchant. Pour deux des films qu'ils ont réalisés ensemble, Chambre avec vue (A Room with a View, 1986) et Retour à Howards End (Howards End, 1991), elle reçoit l'Oscar du meilleur scénario adapté.

## Biographie
Née Ruth Prawer à Cologne (Allemagne) de Marcus (Juif polonais) et Eleanora (Juive allemande) Prawer ; son père travaille dans la plus grande synagogue d'Allemagne, à Cologne. En 1939, la famille émigre en Grande Bretagne pour fuir les nazis.
Pendant la Seconde Guerre mondiale elle vit à Hendon (Londres), fait l'expérience du Blitzkrieg et commence à parler anglais plutôt qu'allemand. Elle obtient la nationalité britannique en 1948, et un master de littérature anglaise à l'université de Londres en 1951. Cette même année, elle épouse Cyrus H. Jhabvala, architecte parsi originaire d'Inde.
Le couple s'installe à New Delhi en 1951, où ils ont trois filles : Ava, Firoza et Renana[réf. nécessaire].
En 1975, Jhabvala s'installe à New York mais se partage entre l'Inde et les États-Unis. Elle finit par obtenir la nationalité américaine[réf. nécessaire].

## Carrière
Dans les années 1950, Jhabvala commence à écrire sur sa vie en Inde : To Whom She Will (1955), Nature of Passion (1956), Esmond in India (1957), The Householder (1960) et Get Ready for the Battle (1962). Sa production littéraire est régulière et de qualité très égale.
En 1975, elle reçoit le prix Booker, la plus prestigieuse récompense littéraire du Commonwealth pour une œuvre en langue anglaise, qui récompense son roman Heat and Dust (Chaleur et poussière).
En 1963, Jhabvala est contactée par James Ivory et Ismail Merchant qui souhaitent porter The Householder (1960) à l'écran et lui demandent d'en écrire le scénario. Le film sort la même année, marquant le début d'une collaboration qui se poursuit sur plus de vingt films.
Le projet suivant est l'adaptation d'une nouvelle de Jhabvala, Shakespeare Wallah (1965) qui connaît un grand succès critique. Elle participe ensuite à la réalisation de Chaleur et poussière (1983) dont elle écrit le scénario, à l'adaptation du roman de Edward Morgan Forster, Chambre avec vue (1985), qui lui vaut son premier Oscar de scénariste. Viennent ensuite Mr. and Mrs. Bridges (1990), Howards End (1992), nouvelle adaptation  de E.M. Forster qui lui vaut un deuxième Oscar, et enfin Les Vestiges du jour, tiré de l'œuvre de Kazuo Ishiguro, pour lequel elle sera nommée aux Oscar dans la catégorie meilleure adaptation cinématographique.
Ismail Merchant dit un jour de cette collaboration : « Nous formons une étrange communauté chez Merchant Ivory. Je suis indien et musulman, Ruth est allemande et juive, et Jim américain et protestant. Quelqu'un a dit de nous que nous étions une divinité tricéphale. Il serait peut-être plus juste de dire un monstre tricéphale ! »,

## Œuvres

### Romans et nouvelles
- To Whom She Will (1955; publié aux États-Unis sous le titre Amrita) Publié en français sous le titre Ce que fille veut..., traduit par Colette-Marie Huet, Paris, Stock, 1957
- The Nature of Passion' (1956).
- Esmond in India (1958)
- The Householder (en) (1960),
- Get Ready for Battle (1962) Publié en français sous le titre Cette lutte incertaine, traduit par Nicole Ménant, Paris, Balland, 1984  (ISBN 2-7158-0457-1) ; réédition, Paris, Stock, coll. « Bibliothèque cosmopolite », 1996  (ISBN 2-234-04590-8)
- Like Birds, Like Fishes (1963)
- A Backward Place (1965) Publié en français sous le titre La Vie comme à Delhi, traduit par Nicole Ménant, Paris, Balland, 1985  (ISBN 2-7158-0533-0) ; réédition, Paris, Stock, coll. « Bibliothèque cosmopolite », 1994  (ISBN 2-234-04298-4)
- A Stronger Climate (1968)
- A New Dominion (1972 ; publié aux États-Unis sous le titre Travelers)
- Heat and Dust (1975) Publié en français sous le titre Chaleur et Poussière, traduit par Nicole Ménant, Paris, Balland, 1983  (ISBN 2-7158-0404-0) ; réédition, Paris, J'ai lu no 1515, 1983  (ISBN 2-277-21515-5) ; réédition, Paris, Stock, coll. « Bibliothèque cosmopolite », 1993  (ISBN 2-234-02562-1) ; réédition, Paris, Phébus, coll. « D'aujourd'hui. Étranger », 2006  (ISBN 2-7529-0191-7) ; réédition, Paris, Phébus, coll. « Libretto » no 243, 2007  (ISBN 978-2-7529-0250-4)
- An Experience of India (1971)
- How I Became a Holy Mother and other stories (1976),
- In Search of Love and Beauty (1983)
- Out of India (1986)
- Three Continents (1987)
- Poet and Dancer (1993) Publié en français sous le titre Angel et Lara, traduit par Nicole Ménant, Paris, Stock, coll. « Nouveau cabinet cosmopolite », 1995  (ISBN 2-234-04461-8)
- Shards of Memory (1995) Publié en français sous le titre Échardes de mémoire, traduit par Bernard Turle, Paris, Stock, coll. « Nouveau cabinet cosmopolite », 1997  (ISBN 2-234-04617-3)
- East Into Upper East: Plain Tales from New York and New Delhi (1998)

### Adaptations et scénarios
- 1963 : Le Propriétaire (The Householder) - scénario, d'après son propre roman
- 1965 : Shakespeare Wallah
- 1969 : Le Gourou (The Guru)
- 1970 : Bombay Talkie
- 1975 : Autobiographie d'une princesse (Autobiography of a Princess)
- 1977 : Roseland de James Ivory
- 1978 : Hullabaloo over Georgie and Bonnie's Pictures
- 1979 : Les Européens (The Europeans) - scénario, d'après le roman de Henry James
- 1980 : Jane Austen in Manhattan - scénario, comprenant le libretto "Sir Charles Grandison" de Jane Austen
- 1981 : Quartet - scénario, d'après le roman de Jean Rhys
- 1983 : Chaleur et poussière (Heat and Dust) - scénario, d'après son propre roman
- 1984 : Les Bostoniennes (The Bostonians) - scénario, d'après le roman de Henry James
- 1986 : Chambre avec vue (A Room with a View) - scénario, d'après le roman de E. M. Forster
- 1988 : Madame Sousatzka - scénario, d'après le roman de Bernice Rubens. Réalisé par John Schlesinger
- 1990 : Mr. & Mrs. Bridge - scénario, d'après les romans de Evan S. Connell ("Mr. Bridge" & "Mrs. Bridge")
- 1991 : Retour à Howards End (Howards End) - scénario, d'après le roman de E. M. Forster
- 1993 : Les Vestiges du jour (Remains of the Day) - scénario, d'après le roman de Kazuo Ishiguro
- 1995 : Jefferson à Paris (Jefferson in Paris)
- 1996 : Surviving Picasso
- 1999 : La fille d'un soldat ne pleure jamais (A Soldier's Daughter Never Cries) - scénario, d'après le roman de Kaylie Jones
- 2000 : La Coupe d'or (The Golden Bowl) - scénario, d'après le roman de Henry James
- 2003 : Le Divorce  (Le Divorce) - coécrit avec James Ivory, d'après le roman de Diane Johnson
- 2008 : City of Your Final Destination - scénario, d'après le roman de Peter Cameron

## Prix et distinctions
- 1975 : Prix Booker pour Heat and Dust (roman)
- 1984 : Prix de la fondation MacArthur
- 1984 : British Academy of Film and Television Arts (BAFTA) - Meilleur scénario et adaptation pour Chaleur et poussière (Heat and Dust)
- 1984 : Prix du London Critics Circle : scénariste de l'année pour Chaleur et poussière (Heat and Dust)
- 1986 : Oscar de la meilleure adaptation cinématographique pour Chambre avec vue (A Room with a View)
- 1987 : Prix  de la meilleure adaptation cinématographique décerné par la Writers Guild of America pour Chambre avec vue (A Room with a View)
- 1992 : Oscar de la meilleure adaptation cinématographique pour Retour à Howards End (Howards End)
- 1994 : Palme de la Writers' Guild of America's Screen (décernée aux scénaristes)
- 2003 : Lauréate du prix O. Henry  pour Refuge in London